# François Perin
François Perin (* 31. Januar 1921 in Lüttich; † 27. September 2013) war ein belgischer Politiker und Universitätsprofessor für Verfassungsrecht. Er trat seit den 1960er Jahren als Verfechter der „wallonischen Bewegung“ auf und war Mitbegründer des Mouvement populaire wallon (MPW). Perin war in verschiedenen Parteien als Parlamentarier aktiv (Abgeordnetenkammer und Senat) und gehörte von 1974 bis 1976 als Minister seiner Partei Rassemblement wallon (RW) der nationalen Regierung an. François Perin wird generell als einer der Architekten des politischen Systems Belgiens bezeichnet. Nach seinem Rücktritt aus der aktiven Politik und seinem Emeritat veröffentlichte er weiterhin Schriftwerke, in denen er sich für eine Spaltung Belgiens und eine unabhängige Wallonie bzw. eine Angliederung dieser an Frankreich aussprach.

## Leben

### Sozialist und Wallone (1940–1964)
François Perin begann sein Jurastudium an der Universität Lüttich (ULg) im Jahr 1940, musste dieses jedoch aufgrund des Zweiten Weltkriegs und der deutschen Invasion vom 10. Mai desselben Jahres unterbrechen. Zum Zeitpunkt des deutschen Einmarsches in Belgien befand Perin sich in Frankreich und nahm nicht an den Kämpfen teil. Er schloss sich jedoch im Jahr 1942 der Bewegung Wallonie libre (deu. „freies Wallonien“) und ihrer Sektion Jeune Wallonie an und war innerhalb dieser an der Verbreitung von verbotenem Pressematerial im besetzten Belgien beteiligt. Zu dieser Zeit wurde François Perin nach eigenen Angaben „Sozialist, aus Hass gegen den Faschismus“. So schloss er sich 1944 der Belgischen Sozialistischen Partei (der Vorgängerin der heutigen sp.a und PS) an.
Nach dem Zweiten Weltkrieg nahm Perin aktiv an der politischen Aktion der Partei teil und argumentierte im Rahmen der sogenannten „Königsfrage“ gegen die Rückkehr von König Leopold III. nach Belgien. Er war ebenfalls an der Vorbereitung des Wallonischen Nationalkongresses vom 20. und 21. Oktober 1945 beteiligt. Das Kriegsende ermöglichte ihm aber auch sein Studium zu beenden und zum Doktor der Rechtswissenschaften zu promovieren (1946). Nach einem kurzen Praktikum im Innenministerium trat François Perin 1948 in die Dienste des Staatsrates. In den darauffolgenden Jahren arbeitete er zudem als Assistent von Walter Ganshof van der Meersch, Professor für öffentliches Recht an der Université Libre de Bruxelles (ULB) (1952), beigeordneter Kabinettschef des Innenministers Pierre Vermeylen (1954) und Dozent für Verfassungsrecht an der Universität Lüttich (1958, ordentliche Professur ab 1968). Ab 1961 ließ er sich von seiner Stelle im Staatsrat freistellen und unterlag nicht mehr der politischen Zurückhaltungspflicht.
Ab dem Jahr 1954 intensivierte Perin seine politische Aktivität. Er war gehörte der Denkgruppe Esprit an, die später zur Schaffung der Studieneinrichtung Centre de recherche et d'information socio-politiques (CRISP) führte, und wirkte der Zeitung La Gauche bei, wo er auf Persönlichkeiten wie Jacques Yerna, Ernest Glinne, Freddy Terwagne oder André Renard traf. Mit den beiden letztgenannten gründete François Perin im Jahr 1961 das Mouvement populaire wallon (MPW), die wallonische Volksbewegung, die im Rahmen des Generalstreiks im Winter 1960–1961 gegen das sogenannte „Einheitsgesetz“ für eine wallonische Autonomie kämpfte. Mit Fernand Dehousse, ebenfalls Mitglied der PSB, schlug er ein neues politisches Modell für Belgien vor, das im Rahmen einer fortgeschrittenen Föderalisierung einen schwachen Zentralstaat und drei starke Regionen (Flandern, Brüssel und Wallonie) vorsah. Während des Gründungskongresses des MPW sprach sich Perin, eigentlich nur scherzend, gegen die Monarchie aus, erhielt aber dafür Beifall der Anwesenden. Die Spitze des MPW, Dehousse und Renard voran, verdeutlichte jedoch, dass sie diese Ansicht nicht teilte.

### Verstärkte wallonische Identität (1964–1980)
Die darauffolgenden Jahre verbrachte Perin vor allem damit, seine Vision des Föderalstaates Belgien zu erklären, wobei er eine Gleichbehandlung der zwei großen Gemeinschaften, die Einführung von Volksentscheiden (Referendum) und die Zusammenstellung einer wallonischen Versammlung befürwortete. Die PSB kritisierte er, da diese die regionalistischen Thesen vorerst nicht übernehmen wollte. Als im Jahr 1964 die PSB schließlich die Unvereinbarkeit der Parteizugehörigkeit mit der MPW-Mitgliedschaft erließ, trat Perin aus der sozialistischen Partei aus. François Perin setzte sich für die Umwandlung des MPW in eine politische Partei ein, konnte aber seine Mitstreiter nicht überzeugen, sodass er gezwungen war eine eigene neue Partei, die Parti wallon des travailleurs (PWT), zu gründen; dort traf Perin auch auf Jean Gol, seinen „geistigen Ziehsohn“. Im Jahr 1965 gelang ihm mit dieser ausschließlich wallonischen Partei der Sprung in die Abgeordnetenkammer. Mit der Absicht, die pro-wallonischen Kräfte zu vereinigen und den kommunistisch-trotzkistischen Tendenzen innerhalb der PWT zu entfliehen, fusionierte ein Flügel der PWT mit dem Front wallon (FW) von Robert Moreau und die neue Parti wallon (PW) wurde gegründet. Perin übernahm den Vorsitz und arbeitete ein links orientiertes Programm für Wirtschaft und Soziales aus (in dem unter anderem die Planwirtschaft befürwortet wurde).
Nach dem Sprachenkonflikt rund um die Katholische Universität in Löwen, die unter dem Druck der flämischen Studenten („Walen buiten!“ – Wallonen raus!) in eine niederländischsprachige (KUL) und eine französischsprachige Universität (UCL) gespalten wurde, nahm die PW die enttäuschten Mitglieder christlichen Partei (CPV-PSC) wie Jean Duvieusart oder Marcel Thiry auf und eine neue Partei unter dem Namen Rassemblement wallon (RW) wurde im Jahr 1968 unter dem Vorsitz von François Perin gegründet. Im gleichen Jahr konnte Perin sein Abgeordnetenmandat in der Kammer verteidigen. Bei der anschließenden Verhandlungen zur ersten Staatsreform von 1970 konnte Perin mit seiner Vision des Föderalstaates, nämlich die parallele Schaffung von Gemeinschaften für Kulturelles und von Regionen für Wirtschaftliches und Soziales, überzeugen (auch wenn diese Forderungen nur teilweise und einige Jahre später übernommen wurden). Auch nach der Staatsreform, obwohl in der Opposition tagend, konnte Perin für das RW bei weiteren Verhandlungen mit der flämischen Seite Akzente im Rahmen der Umgestaltung Belgiens setzen. Im Jahr 1974 stieg er sogar mit dem RW in die Regierung Tindemans I unter Leo Tindemans (CVP) auf und wurde Minister für institutionelle Reformen. In dieser Zeit bereitete er die „vorläufige Regionalisierung“ Belgiens vor, die mit der Schaffung der Regionen bei der zweiten Staatsreform von 1980 vollendet wurde.
Doch die Regierungsbeteiligung des RW wurde von der Parteibasis nicht gut aufgenommen und die Alleingänge Perins, der den Parteivorsitz für die Dauer seines Ministeramtes abgegeben hatte, sorgten für interne Spannungen. Nach einer Niederlage des RW bei den Gemeindewahlen von 1976 suchte Perin gemeinsam mit Jean Gol und Etienne Knoops zuerst eine Annäherung mit der PSC (mitunter durch die Gründung des thinktanks CRéER), später mit dem wallonischen Flügel der liberalen Parti de la liberté et du progrès (PLP). Der RW-Flügel Perins und die PLPW wurden zusammengelegt und die neue Parti des réformes et de la liberté de Wallonie (PRLW) gegründet. Im Gegensatz zu Gol, der ab 1979 die Parteiführung übernahm und sie unter dem neuen Namen Parti Réformateur Liberal (PRL) (direkte Vorgängerin der heutigen MR) mit den Brüsseler Liberalen vereinte, fühlte Perin sich jedoch nie wirklich wohl in der Partei. Am 26. März 1980, mitten in einer Diskussion rund um die Regionalisierung, gab er an, nicht mehr an die Zukunft Belgiens zu glauben, und kündigte seinen Rücktritt aus dem aktiven politischen Leben an. Die PRL verließ er offiziell fünf Jahre später.

### Wirken nach der aktiven Politik (1980–heute)
Nach seinem Ausstieg aus der PRL und seinem Emeritat an der Universität Lüttich im Jahr 1986 wurde es allmählich ruhiger um François Perin. Ganz zog er sich jedoch nicht aus der Politik zurück, da er weiterhin Monografien und Artikel in der Tagespresse veröffentlichte, in denen er seine Sicht zum in seinen Augen unmittelbaren Ende Belgiens und der Zukunft der Wallonie als Teil Frankreichs auslegte oder die politische Aktualität kommentierte. Er unterstützte die 1986 von José Happart (PS) gegründete Bewegung Wallonie Région d'Europe, obwohl ein Europa der Regionen nicht seiner Vision entsprach. Im gleichen Jahr war er neben René Swennen und anderen Mitautor eines Memorandums, das als Basis für die von Maurice Lebeau gegründete Partei Mouvement Wallon pour le Retour à la France (deu. „Wallonische Bewegung für die Rückkehr nach Frankreich“) diente.
Im Jahr 2002 kündigte Perin an, dass er der Partei Rassemblement Wallonie-France (RWF) unter dem Vorsitz von Paul-Henry Gendebien, der im Jahr 1976, als Perin das RW verließ, Vorsitzender ebendieser Partei war, sein Vertrauen schenken würde. So kandidierte er zuletzt für diese Liste bei den Provinzialwahlen des Jahres 2006, gab aber von vornherein zu verstehen, dass er kein politisches Mandat mehr annehmen würde.
Perin versuchte sich ebenfalls als Theaterautor. Sein Stück Les invités du docteur von Klaust wurde am 6. November 1998 im Theater Arlequin in Lüttich uraufgeführt.
François Perin wurde vom Institut Jules Destrée zu einer der 100 wichtigsten wallonischen Persönlichkeiten des Zwanzigsten Jahrhunderts gewählt. Den ihm angebotenen Ehrentitel „Staatsminister“ hat er, da er nicht mehr an Belgien glaubte, stets abgelehnt.

## Übersicht der politischen Ämter
- 1965–1977: Mitglied der Abgeordnetenkammer (teilweise verhindert)
- 1974–1976: Minister für institutionelle Reformen in der Regierung Tindemans I
- 1977–1981: Senator
- Mitglied des Gemeinderates in Lüttich